# کوین هرینگتن
کوین هرینگتن (انگلیسی: Kevin Harrington; ۱۵ اکتبر ۱۹۵۶ –) اهالی کسب‌وکار اهل ایالات متحده آمریکا بود. او یکی از سرمایه گذاران شارک تنک بود.
در سال ۱۹۸۵ او اولین آگهی تجاری خود را پس از شناسایی فرصتی برای پرکردن زمان پخش در اواخر شب و صبح زود در شبکه‌های کابلی ایجاد کرد. در حالی که شرکت‌هایی مانند Vitamix از سال ۱۹۴۹ برنامه‌های اطلاعات تجاری را برای پخش‌کننده‌های تلویزیونی تولید می‌کردند، مدل هرینگتون برای جایگزینی زمانی که پخش کننده معمولاً از روی آنتن خارج بود با تبلیغات سرگرم‌کننده و آموزنده، قالب مدرن اطلاعات تجاری را راه‌اندازی کرد. به عنوان رئیس رسانه ملی، او خودش بر راه اندازی چندین آگهی تجاری موفق نظارت داشت.
در سال ۲۰۰۴، هرینگتون رئیس Reliant Interactive Media Corp. و مدیر عامل ResponzeTV America, LLC شد.
هرینگتون مدیر Infusion Brands International, Inc. از سال ۲۰۰۶ تا ۲۰۰۸ بود. در سال ۲۰۰۷، او مدیر اجرایی ResponzeTV Plc و مدیر اجرایی ResponzeTV Plc شد و در سال ۲۰۰۸ هر دو سمت را ترک کرد. هرینگتون یکی از اعضای اصلی پنل و سرمایه گذاران ("کوسه ها") در برنامه تلویزیونی شارک تنک از زمان آغاز به کار آن در سال ۲۰۰۹ بود.